# 未完成パズル
「未完成パズル」は、2016年11月30日に発売された日本の男性5人組シンセポップロックバンド、The 3 minutesの2枚目のミニアルバム。

## 収録内容

### CD
| #         | タイトル                 | 作詞      | 作曲      | 時間  |
| --------- | ------------------------ | --------- | --------- | ----- |
| 1.        | 「シナリオインストール」 | りょう    | ひろ坊    | 3:23  |
| 2.        | 「6」                    | りょう    | ひろ坊    | 3:11  |
| 3.        | 「ボクカノン」           | りょう    | ひろ坊    | 3:42  |
| 4.        | 「BiTE the BULLET」      | りょう    | ひろ坊    | 4:06  |
| 5.        | 「君が明日いた世界」     | りょう    | ひろ坊    | 3:51  |
| 合計時間: | 合計時間:                | 合計時間: | 合計時間: | 18:13 |

## ミュージック・ビデオ
リードトラック「シナリオインストール」映像監督には小嶋貴之氏を迎え、バンド史上初となるフルCGミュージック・ビデオが制作された。